# Historisch Museum van Barcelona

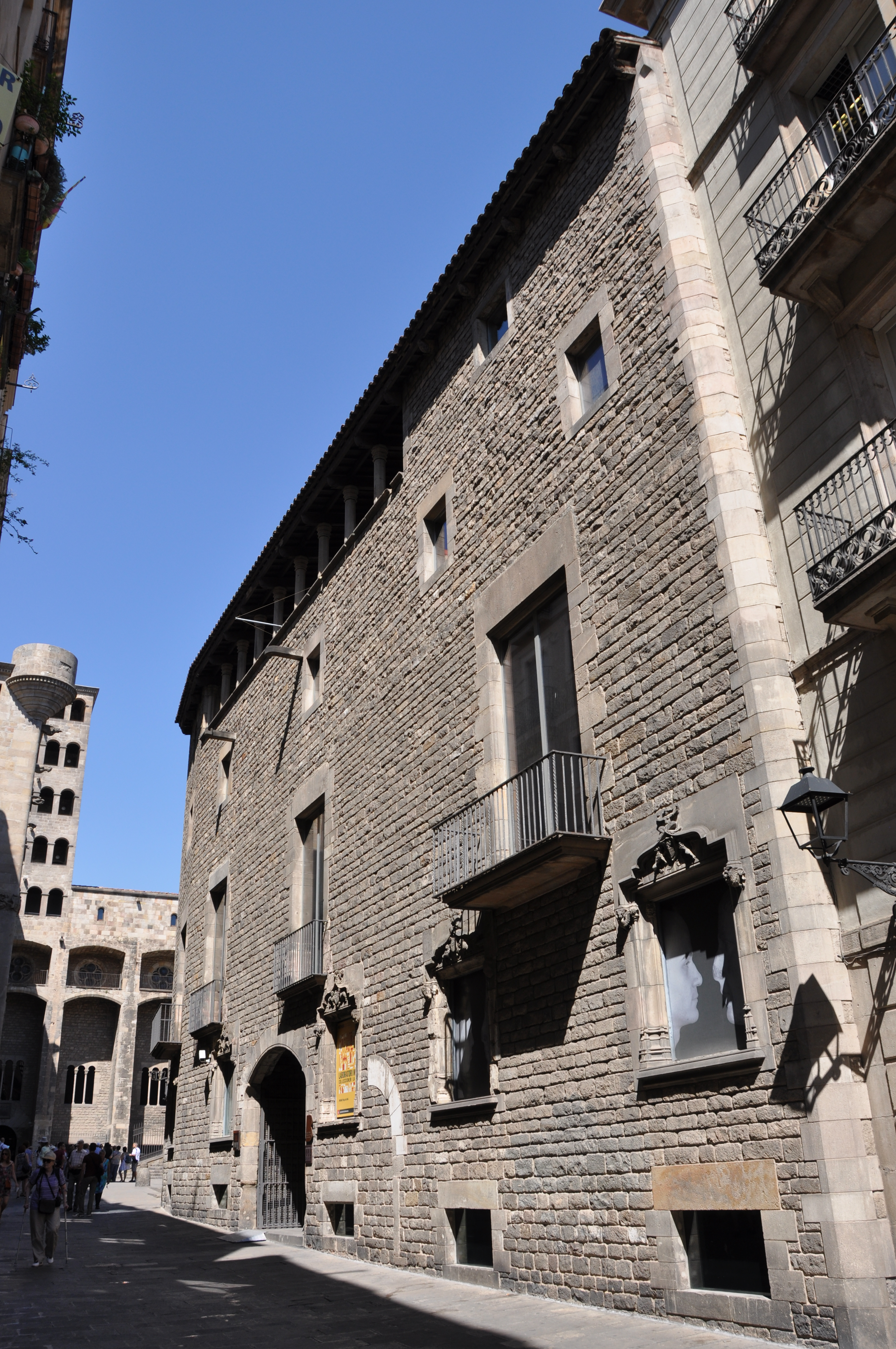
Casa Padellas, een laat-gotisch paleis, Hoofdkwartier van het Historische Stadsmuseum van Barcelona (MUHBA Plaça del Rei)

Het Historisch Museum van Barcelona (Catalaans: Museu d'Història de Barcelona, Spaans: Museo de Historia de Barcelona, acroniem MUHBA) is een stadsmuseum dat het historische erfgoed van de stad Barcelona, vanaf de oorsprong in de Romeinse tijd tot heden conserveert, onderzoekt, behandelt en vertoont. Het wordt gefinancierd door de gemeente Barcelona.
Het hoofdkantoor van het museum bevindt zich op Plaça del Rei, in de Gotische wijk Barri Gòtic. 
Het is verantwoordelijk voor een aantal historische locaties in de stad, waarvan de meeste archeologische sites met overblijfselen van de oude Romeinse stad, genaamd Barcino in het Latijn. Sommige anderen dateren uit de middeleeuwen, met inbegrip van de Joodse wijk en het middeleeuwse koninklijk paleis het (Palau Reial Major). Andere locaties zijn eigentijds, waaronder oude industriële gebouwen en sites met betrekking tot Antoni Gaudí en de Spaanse Burgeroorlog. 
Het museum werd ingehuldigd op 14 april 1943; zijn belangrijkste promotor en eerste directeur was de historicus Agustí Duran i Sanpere.

## Geschiedenis

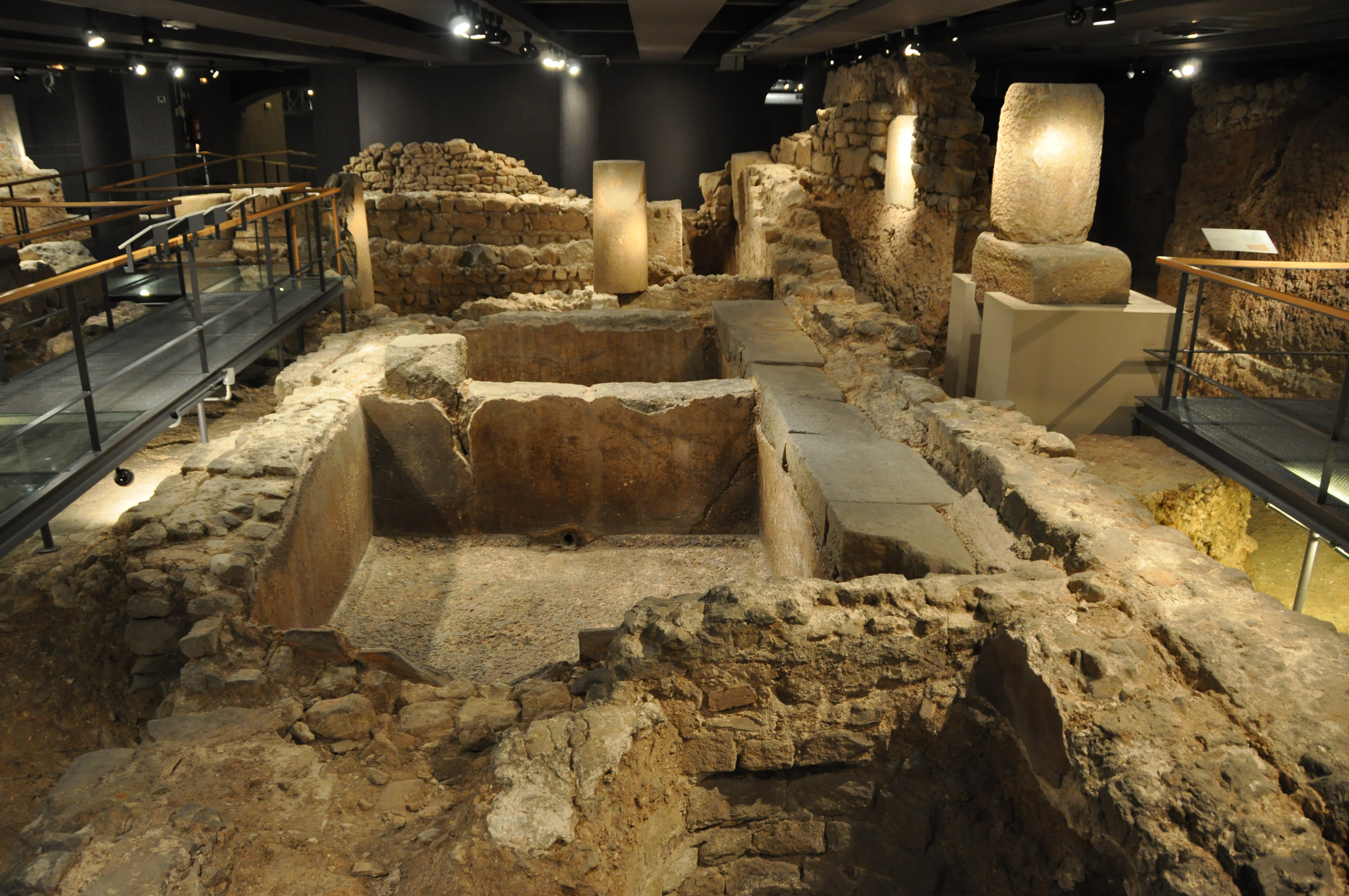
Overblijfselen van een oude Romeinse fabriek voor gezouten vis en garum in de archeologische ondergrondse MUHBA Plaça del Rei

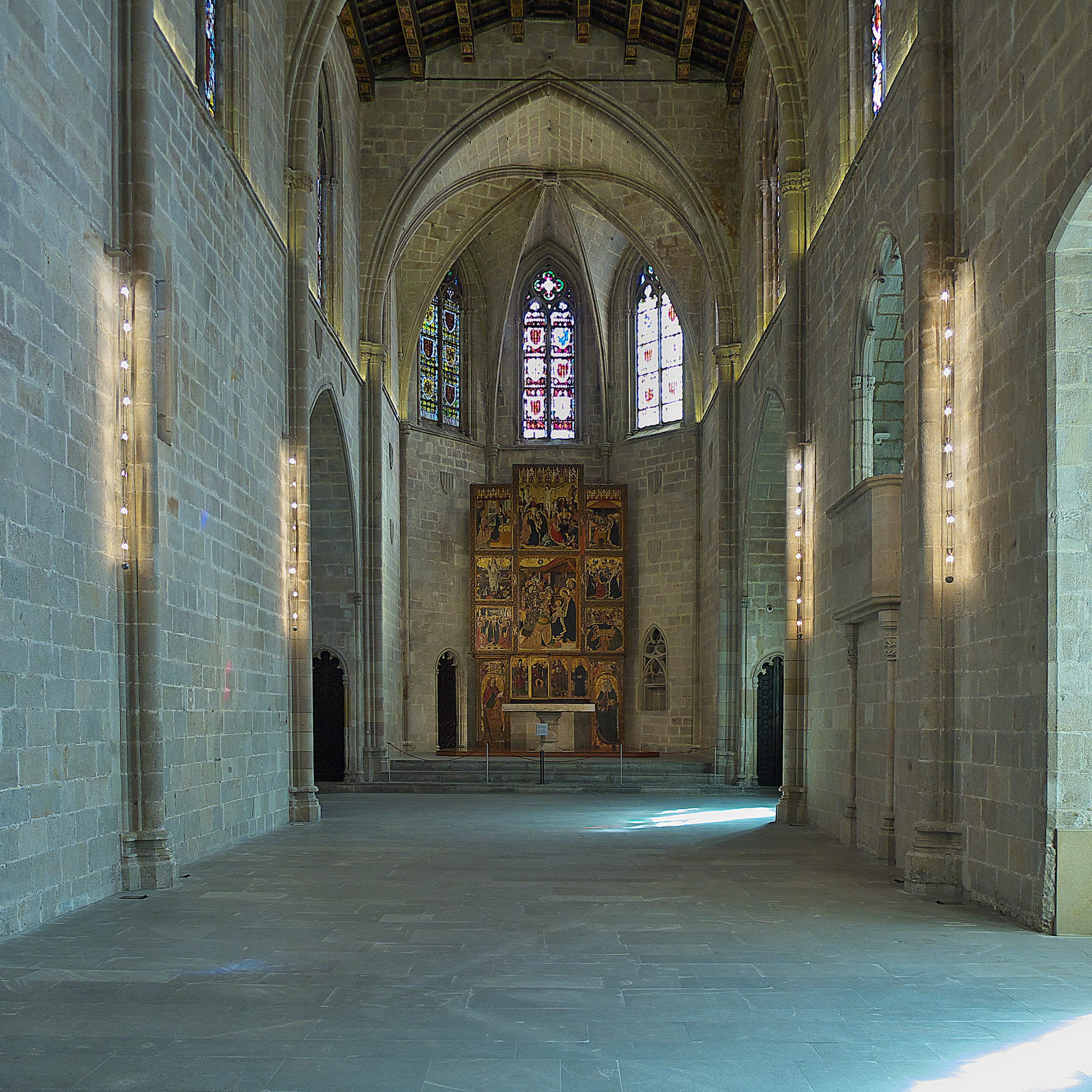
Sint-Agatha kapel (14de eeuw) met zijn gotische retabel (15de eeuw) MUHBA Plaça del Rei

Vanwege de Wereldtentoonstelling in 1888 waren er een aantal pogingen en projecten om een museum over de geschiedenis van Barcelona te maken.
Tijdens de wereldtentoonstelling van 1929 organiseerde de gemeente een tijdelijke tentoonstelling over het verleden, heden en toekomst van Barcelona, deze vormde de voorloper van het MUHBA.
In 1931, werd Casa Padellàs (Padellas huis), een laatgotisch paleis (15e/16e eeuw) steen voor steen van de oorspronkelijke locatie op Mercadersstraat verplaatst naar Plaça del Rei. Casa Padellàs werd bedreigd met de sloophamer door de opening van Via Laietana, een weg die het nieuwe Barcelona Eixample verbindt met de haven en de oude stad kruist.
Tijdens de heropbouw van Casa Padellàs op de nieuwe locatie, werden enkele overblijfselen van de oude stad Barcino (Latijnse naam van Barcelona) gevonden. Vervolgens werd een archeologisch onderzoek gedaan in de wijk, en een groot stuk van de Romeinse stad ontdekt. De Spaanse Burgeroorlog (1936-1939) hield alles op. Het was wel duidelijk dat dit de meest geschikte locatie was voor het historische museum dat al gepland was sinds de 19e, en grotendeels een archeologisch museum zou worden.
Het Historisch Museum van Barcelona werd uiteindelijk ingewijd na de Spaanse Burgeroorlog, in 1943, onder het Franco-regime. De focus van het museum werd gelegd op de archeologische overblijfselen van de Romeinse en de laat antieke stad samen met het middeleeuwse koninklijk paleis in Plaça del Rei (Palau Reial Major), met de grote hall Saló del Tinell (14e eeuw) en de kapel gewijd aan Sint Agatha (14de eeuw) met zijn gotisch altaarstuk, een werk van de middeleeuwse schilder Jaume Huguet (15de eeuw). In de kamers van het herbouwde Casa Padellàs werden ook voorwerpen getoond die getuigen van de geschiedenis van Barcelona van de late middeleeuwen tot de moderne tijden.
Geleidelijk werden aan het museum nieuwe locaties toegevoegd zoals de tempel van Augustus en de Romeinse begraafplaats in Villa de Madrid (ontdekt in 1954). Het archeologische gebied rond Plaça del Rei ook met nieuwe vondsten zoals de vroegchristelijke doopkapel (1968).
Aan het einde van het Francoregime, toen de democratie in Spanje werd hersteld (in het bijzonder sinds 1979), werd de rol van het museum weer overwogen. De permanent, statische, tentoonstelling over de geschiedenis van Barcelona in Casa Padellà werd gesloten (rond 1990). Sinds 1996, dient Casa Padellas kamers voor tijdelijke tentoonstellingen die dynamische overzichten en discussies over de belangrijkste onderwerpen van de geschiedenis van Barcelona mogelijk te maken. Het archeologische gebied werd volledig gerenoveerd en de inventaris van de musea bijgewerkt, met de recente kennis over de stad in de Romeinse en laatantieke tijden (1998).
Gedurende decennia legde het MUHBA ook zijn focus op de hedendaagse geschiedenis, groeide het uit tot een netwerk van erfgoedsites en slaagde het er in de hele geschiedenis van Barcelona te over zien.
Sinds 2005 publiceert MUHBA het wetenschappelijke tijdschrift Quarhis (Quaderns d' Arqueologia i Història de la Ciutat de Barcelona) als een bijgewerkte samenvatting van het voormalige tijdschrift Cuadernos de Arqueología e Historia de la Ciudad (1960-1980)

MUHBA drijft een Europees netwerk aan van historische stadsmuseum en onderzoekcentra over stadsgeschiedenis. (sinds 2010).

## Museum locaties
Het MUHBA telt verschillende erfgoedsites verspreid over de stad. De meeste van hen zijn archeologische sites met overblijfselen van de oude Romeinse stad (Baricino). Andere verwijzen naar de middeleeuwen en weer anderen hebben betrekking op de hedendaagse stad, waaronder oude industriële gebouwen en sites rond Gaudí en de Spaanse Burgeroorlog. 
- MUHBA Plaça del Rei gelegen in de Gotische wijk, district Ciutat Vella is het hoofdkwartier van het museum. De ingang langs de binnenplaats van het  Padellàs huis binnenplaats is een van de beste voorbeelden van de Catalaanse gotische binnenplaatsen in particuliere huizen (gebouwd in de 15e en 16e eeuw, gereconstrueerd 1931). Bezoek de overblijfselen van de oude Romeinse stad Barcino (hele wijk) in de archeologische ondergrond. Het archeologische gebied onder Plaça del Rei beslaat meer dan 4000 m2. Er is een tentoonstelling over het dagelijks leven in de Romeinse huizen en een wandeling rond fabrieken (wasserij, sterven, gezouten vis en garum, wijnmakerij) winkels (tabernae) wanden (intervallum, binnenste delen van het torens) en straten (cardo minor). Er zijn ook overblijfselen gevonden de van de vroegchristelijke en Visigotisch Bisschoppelijk bouwwerk (kruisvormige kerk, Paleis van de bisschop, doopkapel). Een kleine tentoonstelling schetst de middeleeuwse geschiedenis van Barcelona onder de romaanse gewelven van het middeleeuwse Koninklijk Paleis, de twee belangrijkste architecturale stukken zijn de grote ceremoniële zaal geroepen Saló del Tinell bedekt met grote ronde bogen (14e eeuw), en de Palatijn kapel van Sint-Agatha (14de eeuw) met zijn originele altaarstuk, een 15e-eeuws werk van de Catalaanse schilder Jaume Huguet. Salo del Tinell herbergt vaak tijdelijke tentoonstellingen.[2]
- MUHBA Tempel van Augustus is gelegen in de Gotische wijk, district Ciutat Vella. Er staan vier grote zuilen van de Romeinse tempel van Barcino, gewijd aan keizer Augustus. (Gratis toegang tijdens de openingsuren.)
- MUHBA Romeinse begraafplaats op het plein Vila de Madrid plein, in de Gotische wijk, Ciutat Vella district is gedeeltelijk zichtbaar in de openlucht. Dit was een begraafplaats langs een van de wegen die leiden naar de Romeinse stad. Er is ook een tentoonstelling over Romeinse begraafrituelen, waarbij vondsten worden getoond.
- MUHBA maritieme poort van de Romeinse muren
- MUHBA Roman Domus van Saint Honorat gelegen in de Gotische wijk, district Ciutat Vella zijn de fundamenten van een Romeinse 4de-eeuwse huis versierd met polychrome mozaïeken en muurschilderingen samen met grote middeleeuwse tanks voor de opslag van graan.
- MUHBA Roman Domus van Avinyó
- MUHBA El Call (Joodse wijk) gelegen in de oude Joodse wijk “El Call” verstrekt historische informatie over El Call, de Joodse gemeenschap in El Call en haar culturele erfenis.
- MUHBA Santa Caterina (Ciutat Vella) bevindt zich in de Santa Caterina markt, gebouwd werd over de nog gedeeltelijk zichtbare fundamenten van een afgebroken middeleeuws klooster. Er wordt informatie verstrekt over de nederzettingen sinds de prehistorie. (Gratis toegang tijdens de openingstijden)
- MUHBA Vil·la Joana is een oude boerderij geplaatst in Vallvidrera, binnen het Collserola natuurpark, aan de rand van de stad. In de 19e eeuw, werd het een residentiële villa waar de prominente Catalán dichter Jacint Verdaguer overleed in 1902. De tentoonstelling zet Verdaguer en zijn literaire werk op het kruispunt van de literatuur, de natuur en de stad. (Momenteel gesloten voor renovatiewerken.)
- MUHBA Park Güell - (Huis van de wacht) gelegen in La Salut, wijk Gràcia is een van de paviljoens aan weerszijden van de hoofdingang van het Park, het is een architectonische werk van Gaudí dat een tentoonstelling gericht op de stad, het park en het huis zelf herbergt, tevens belicht het de knowhow van Gaudi als interieurarchitect.[3]
- MUHBA Oliva Artés
- MUHBA bij Fabra i Coats. Fabra & Coats was een van de meest belangrijke textielbedrijven in Spanje. De grote 19e-eeuwse fabrieksgebouwen in Sant Andreu district zijn grotendeels bewaard gebleven. Ze huisvesten momenteel veel openbare diensten en faciliteiten. MUHBA is verantwoordelijk voor het ketelhuis. Op middellange termijn zal Centre d’Art Contemporani Fabra i Coats een eigen artistieke directie krijgen die een volwaardig programma zal uitwerken. De nadruk zal liggen op het stimuleren van lokale en internationale artistieke projecten en het professionaliseren van het werk van hedendaagse kunstenaars.
- MUHBA Casa de l'Aigua (waterpompstation) gebouwd in de buurt Trinitat Vella, district Sant Andreu, in 1915-1919, toen het openbare waterleveringssysteem van Barcelona werd gerenoveerd. Het herbergt de permanente tentoonstelling "Water revolutie in Barcelona. Stromend water en de moderne stad".
- MUHBA Refugi 307 (Schuilkelder 307) ligt in de omgeving El Poble-sec, district Sants-Montjuïc. Een van de best bewaarde schuilkelders gebouwd tijdens de Spaanse Burgeroorlog, om de bevolking te beschermen tegen de zware bombardementen op Barcelona in 1937 en 1938 heeft meer dan 200 meter tunnels.
- MUHBA Turó de la Rovira ligt op een heuveltop in de omgeving Can Baró, district Horta-Guinardó en biedt een 360° panoramisch uitzicht over de stad. Tevens liggen luchtafweerbatterijen die Barcelona verdedigden tijdens bombardementen van de Spaanse Burgeroorlog.
- Galeria de Catalans Il·lustres  is een portrettengalerij van 47 bekende Catalanen van de 19e en 20e eeuw tentoongesteld in Palau Requesens (Reial Academia de Bones Lletres)[4]

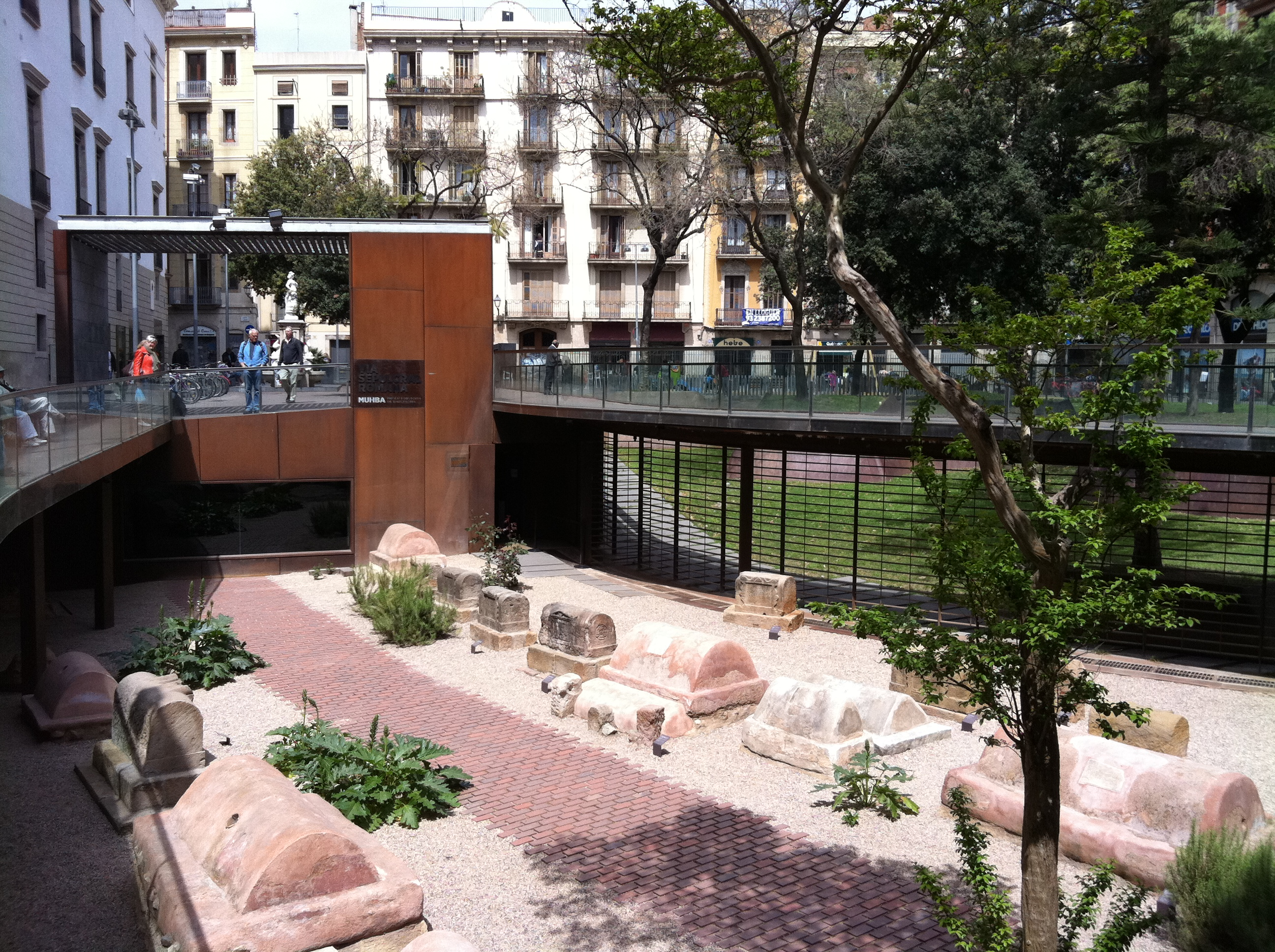
Romeinse Begraafplaats in Vila de Madrid square
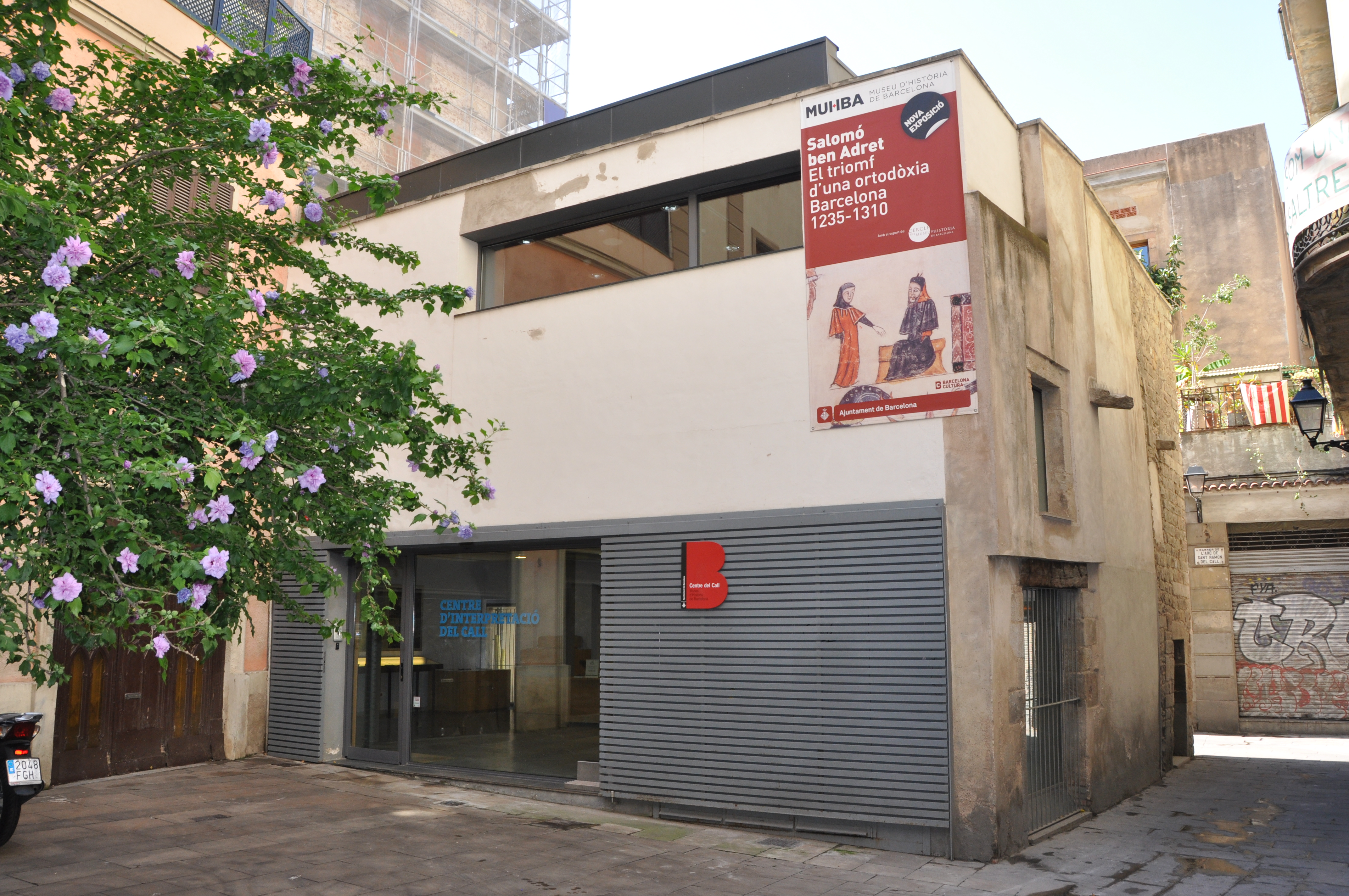
MUHBA "El Call" (Joodse Wijk)
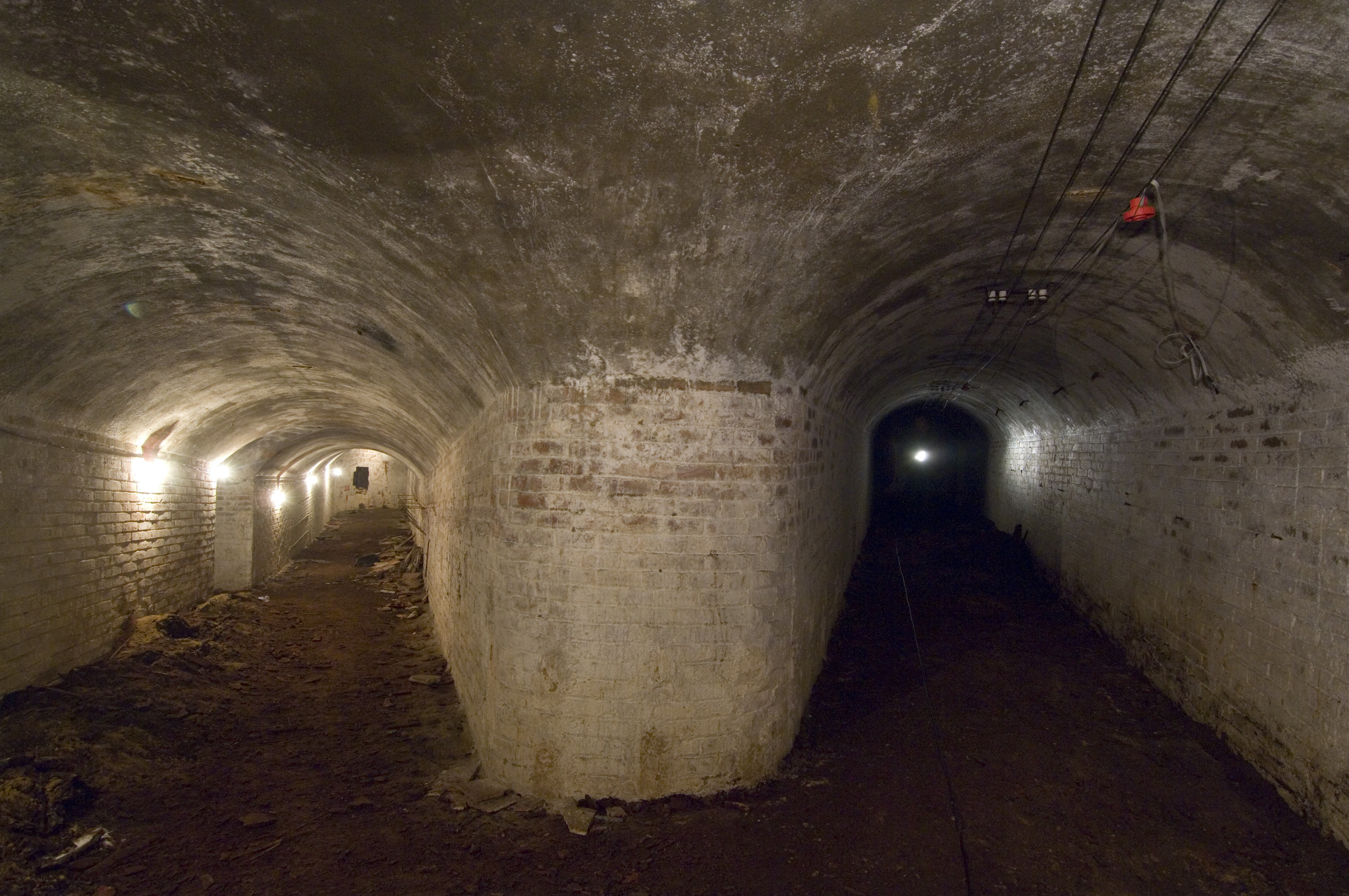
Schuilkelder 307, gebouwd tijdens de Spaanse burgeroorlog
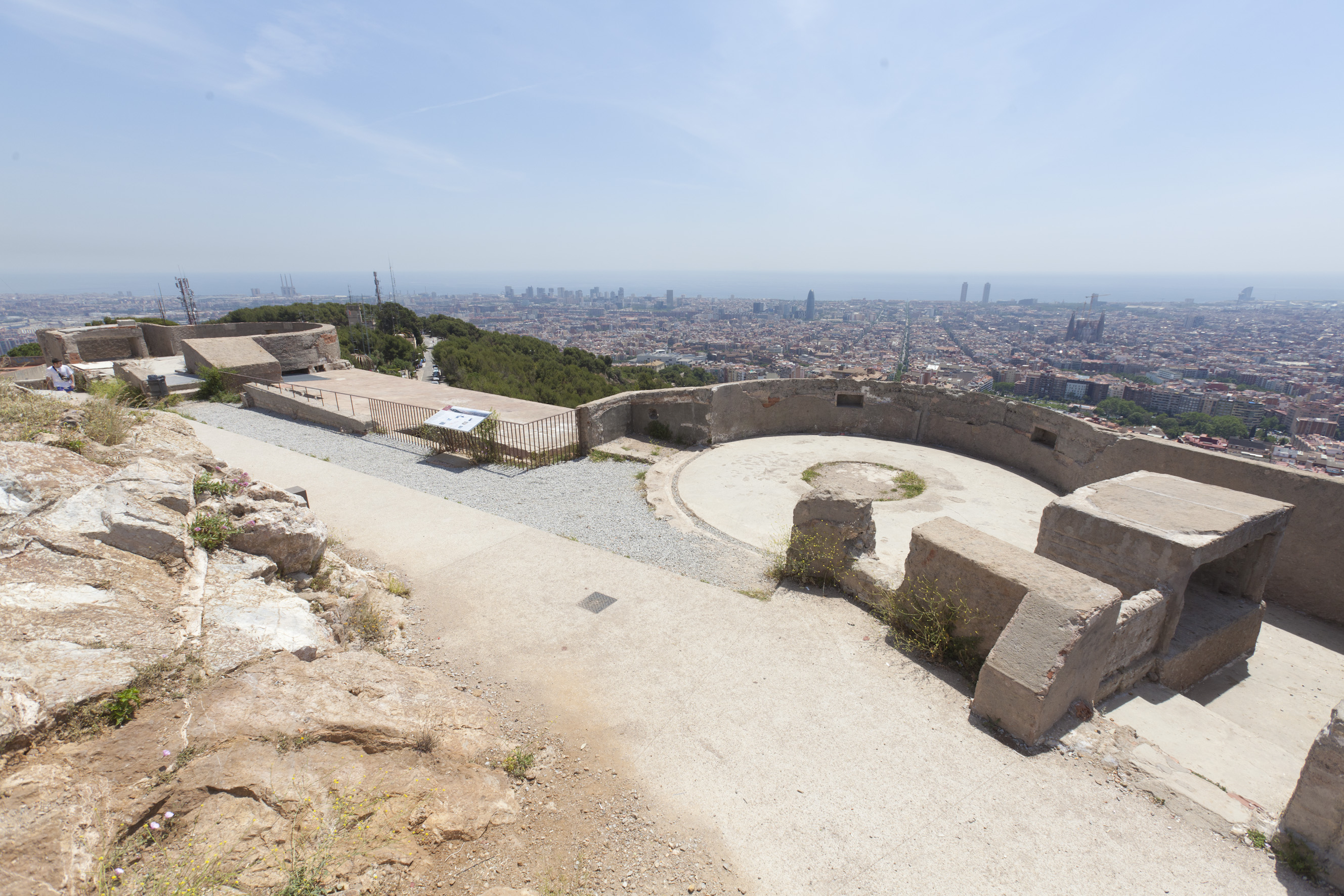
Turó de la Rovira . Nederzettingen van luchtafweerbatterijen